# Iheb Mbarki
Iheb Mbarki (Biserta, 14 febbraio 1992) è un ex calciatore tunisino, di ruolo difensore.

## Carriera

### Club
Dopo aver giocato per tre stagioni nella massima serie tunisina, nel 2012 è stato acquistato dall'Évian Thonon, con cui nella stagione 2012-2013 ha giocato 15 partite in Ligue 1.

## Palmarès

### Club

#### Competizioni nazionali
- Campionato tunisino: 6

Espérance: 2013-2014, 2016-2017, 2017-2018, 2018-2019, 2019-2020, 2020-2021
- Coppa di Tunisia: 1

Espérance: 2015-2016
- Supercoppa di Tunisia: 1

Espérance: 2019

#### Competizioni internazionali
- Champions League araba: 1

2017
- CAF Champions League: 2

2018, 2018-2019